# 日本セーフティパドリング協会
一般社団法人日本セーフティパドリング協会（英: Japan Safe Paddling Association、JSPA）は、日本におけるカヌーをはじめとするパドルスポーツの安全な普及を目的に1988年に設立された組織。
当初は日本セーフティカヌーイング協会（英: Japan Safe Canoeing Association、JSCA）という名称だったが、SUP、フィッシングカヤック、パックラフトなどの新たなジャンルのパドルスポーツの普及を踏まえ、2022年3月より現名称に変更した。
NPO法人自然体験活動推進協議会（CONE）、NPO法人川に学ぶ体験活動協議会（RAC）、NPO法人・海に学ぶ体験活動協議会（CNAC）、NPO法人沖縄県カヤック・カヌー協会、UMI協議会に加盟し、ウォーターセーフティガイド（海上保安庁）に参画している。

## 沿革

### 1980年代
1988年4月
協会創立（長野県信濃町）
第1期・指導者養成と一般愛好家への安全なパドリング活動の普及 理事：吉原宜克（会長）、土方幹夫（副会長）、細田充（理事長）、青木勇、小林茂雄、仁科裕行、石川義治（事務局）、監事：芳賀健治
1988年11月
第1回指導者検定会（長野県信濃町・野尻湖、明科町・犀川）を実施。以後、その内容や制度を進化させながら毎年各地で開催され、現在の指導者認定制度に至る。

### 1990年代
1989年 - 1997年
セーフティカヌーイスト（パドラーズ）ミーティングを各地で開催。各地のパドラーとのネットワークを深めながらカヌー活動を楽しみ、その中で安全なカヌー活動とは何なのかを、一般愛好家はもとより各地のリーダーに啓蒙する（意識させる）事を目的とした企画。
1991年 - 
公認スクール制度発足：加盟12校でスタート（保険の整備必須）
一般愛好家向けの技術認定制度「パドリングテスト」制定
1991年11月
公認スクール向けに賠償責任保険及び傷害保険の紹介
1992年5月
第1回朝日村月山ワイン杯兼JSCA杯（山形県・梵字川）を地元庄内カヌークラブとの共催で主催（一般愛好家向けにクリニックとスラローム競技の実施し、翌年から地元主催となる）
1994年3月
レスキュークリニック「スウィフトウォーター・レスキュー・テクニシャン（SRT)Ⅰコース」を主催
1995年 - 1996年
JSCAレスキューミーティング（埼玉県・荒川長瀞）を主催（前年に実施した「スウィフトウォーター・レスキューテクニシャンⅠコース」で得た内容をもとにプログラムを展開。1997年以降は協会理事が主催となり後援事業とした）
1996年3月
シーカヤック・リーダー研修会（三重県南島町）を実施（以後シーカヤックに関する研修会等を各地で開催）
1997年 - 2000年
カヌー技術選手権大会（長良川：岐阜県美並村）を主催（以後4年連続開催）
1998年
第2期・指導者認定システムの充実と拡充、各種ルールの具体的明文化（指導者養成団体に特化した協会へ）。理事：森下洋行（会長）、芳賀健治（副会長）、石川義治（理事長）、佐藤憲一（事務局長）、青木勇、西胤正弘、吉角立自、斎藤秀夫、福水満之、監事：大貫登、大竹潤
1998年4月
公式サイト開設
1999年3月
【指導者養成に特化した協会にシフト】し、指導者認定制度を充実・進化させていく

### 2000年代
2001年6月
「NPO法人・自然体験活動推進協議会（CONE）」に正会員として加盟
2001年 - 2004年
カヌーフェスティバルを栃木県那珂川、福島県猪苗代湖で主催
2003年3月
賠責保険（CONE保険）を協会として運用開始
2003年4月
［冒険カヌーアイランド：「カヌー自然探検隊」水の上がぼくらの遊び場］という名称でカヌー教材を配信
2003年 - 2005年
シーカヤックミーティングを西日本（山口県）を中心に主催
2005年
セーフティ&レスキュープログラム（SRP）の制定、「SRPテキスト」初版発行
公認スクールに対して「催行規定」の提出を義務化
2006年
第3期：安全を売るプロ集団を目指し、カヌースクール業界の水準づくり（業界団体のための協会へ）。理事：西胤正弘（会長）、石川義治（副会長）、遠藤秀男（理事長）、青木勇、吉角立自、斎藤秀夫、福水満之、平井剛、福島延好、阪井雄司、森下洋行、監事：佐藤憲一、讚野正則
2006年1月
早川修氏と顧問弁護士契約
2006年3月
JSCA保険（賠責）の整備
2006年7月
「NPO法人・川に学ぶ体験活動協議会（RAC）」に正会員として加盟
2006年10月
「NPO法人・海に学ぶ体験活動協議会（CNAC）」に正会員として加盟
2008年2月
JSCA20周年パーティ（神奈川県三浦市）
2008年5月
「一般財団法人・社会スポーツセンター」に加盟
2009年2月
JSCA-CPR制定

### 2010年代
2011年11月
「JSCA指導者検定会テキストブック2011年度版」PDF版で配布：2012年に初版発行
2012年2月
【公認スクールを正会員】とし、社会的な信用を備えた事業者活動実現するため、公認スクールを中心とした活動団体へその軸足を移した：公認スクール25校
2013年 - 
従来の指導者認定制度に加えて、ベーシックインストラクター制度を制定し、神奈川県と福岡県で実施（以後、その内容や制度を進化させながら毎年各地で多数開催され、数多くの指導者を養成している）
「沖縄県カヤックガイド協会（現NPO法人・沖縄県カヤック・カヌー協会）」に賛助会員として加盟
2014年
第4期：会員拡大と共に協会のシステム強化と社会的認知を図る（名実共に国を代表するカヌー指導者団体へ）。理事：山口浩也（会長）、吉角立自（副会長）、遠藤秀男（理事長・事務局）、青木勇、宮里祐司、紺野祐樹、大野秀史、監事：永吉真一郎、斉藤秀夫
2015年4月
SUPにおける指導者認定制度の新設
2017年2月
【一般社団法人・日本セーフティカヌーイング協会 設立総会】理事：山口浩也（代表理事）、遠藤秀男（副代表理事）、紺野祐樹（業務執行理事）、青木勇、大野秀史、中谷哲也、宮里祐司 監事：斉藤秀夫、稲垣左枝美 正会員（公認スクール）：43事業者
2018年1月
「UMI協議会」に加盟
2018年7月
海上保安庁が提唱する「ウォーターセーフティガイド」に参画
2018年10月
JSCA30周年記念・パドルスポーツフェスティバル（山梨県・西湖）
2019年 - 
パドルスポーツセーフティミーティング主催

### 2020年代
2020年2月
認定指導者の名称変更と種目の細分化等、資格制度の大幅改正
2020年5月
「コロナウィルス感染症拡大防止に関するガイドライン（監修：医療法人松岡小児科医院・理事長・松岡高史）」制定
2021年3月
社員総会を含むJSCA-DAYをオンラインにて初開催 正会員（公認スクール）：57事業者
2022年3月
SUP、フィッシングカヤック、パックラフトなどの新たなジャンルのパドルスポーツの普及を踏まえ、名称を「日本セーフティパドリング協会」（ジェイ・エス・ピー・エー）へ変更

## 事業活動
1. 安全なパドリング技術及び指導法の研究
2. 指導者の養成、検定及び派遣
3. 一般愛好者への技術認定
4. カヌー、カヤック及びスタンドアップパドルなど、パドルを使用したアクティビティー（指導・スクール・ガイド等）を実施する会社、団体、組織、個人の公認
5. パドリングフィールドの調査及び評価並びに利用法の研究
6. パドルを使用したアクティビティーのツーリズムでの利用及び学校現場等での教育に関する調査、研究
7. 安全なパドリング用具の調査及び研究
8. 事故発生時の警察等の公的機関への協力及び事故防止対策の研究
9. 同様の趣旨を持つ内外諸団体との連携及び加盟
10. 前各号に附帯する一切の事業

## 組織

### 理事会
協会の重要な業務執行の意思決定を行う。中長期的なビジョンを策定し、それに基づく専門委員会からの事業計画を集約し、予算の編成などを行う。また、関連する他団体との連携、交流事業を担う。

### 各専門委員会の業務
JSCAでは、各専門委員会が協会活動の中心を担っている。委員は、全国各地の会員（主に公認スクールの代表者）から構成され、安全で楽しいパドルスポーツの普及を目指して、様々な協会業務を分担して行っている。

#### 教育普及委員会
- 安全なパドリング技術および指導法の研究に関する事項
- 会員の検定に関する事項
- 会員の研修に関する事項

#### 公認スクール委員会
- スクール、指導、ガイドを実施する会社、団体、組織の公認及び運営に関する事項
- 共通プログラムに関する事項

#### 安全委員会
- パドリングフィールドの調査に関する事項
- 安全な用具の研究に関する事項
- 事故防止対策の研究に関する事項
- 運行規定策定に関する事項
- パドルスポーツ関連の事故に関する捜査協力

#### 広報委員会
- 協会としておこなう事業の企画、実施に関する事項
- 協会の広報および会員に関する情報活動
- 協会発行のニュースレター等配布物の作成編集
- 協会ホームページの作成編集に関する事項

#### 環境委員会
- パドリングフィールドの持続可能な利用に関する調査研究
- フィールド利用に関する諸規制の調査と会員への周知
- 上記調査研究の成果に基づくフィールド利用に関するガイドラインの作成管理
- フィールドの持続可能な利用に関する情報の普及啓蒙

## 認定制度

### 指導員制度
JSCAでは、様々なパドリングシーンでのインストラクションやガイドを行う方を対象に、指導者検定会を開催している。
静水・限定水域でのインストラクション及びガイディングを行う方が対象のベーシックインストラクター、水域の限定無く静水でのインストラクション及びガイディングを行うことができるアドバンストインストラクター、流水や外洋など、想定されるパドリングフィールドに対応するガイドの検定を行っており、自身の事業内容によって艇種やフィールドに合わせた資格が目指せる。
艇種：リバーカヤック、シーカヤック、レクリエーショナルカヤック、シットオントップ、オープンカヌー、SUP、パックラフト

### 公認スクール制度
JSCAの正会員（=公認スクール）が、パドリング指導、パドリングガイドを実施する会社や団体、組織を「JSCA公認スクール」として加盟できる。
公認スクールは、参加者に対する技術認定書の発行ができ、協会が用意する保険の加入や、スクール経営ノウハウの授受、安全管理等の情報交換や講義の受講、インターネットや雑誌媒体への共同広告の掲載等、各種メリットがある。
各公認スクールの代表者は、定期的に行われる代表者研修会に参加し、市場環境の分析や相互交流に努めるだけでなく、公認指導者検定会の企画運営を主管するなど、JSCA活動の中核を担っている。「パドリングテスト」や「セーフティ&レスキュー・プログラム」などJSCA公認プログラムも、各公認スクールが実施する。

## 会員
※2023年1月現在
- 正会員（公認スクール） - 56事業体
- 一般会員（インストラクター） - 619名
- 準会員（単位保持 / アシスタント登録） - 16名
- 賛助会員 - 1会員
- 会友 - 1名